# Ambisonten

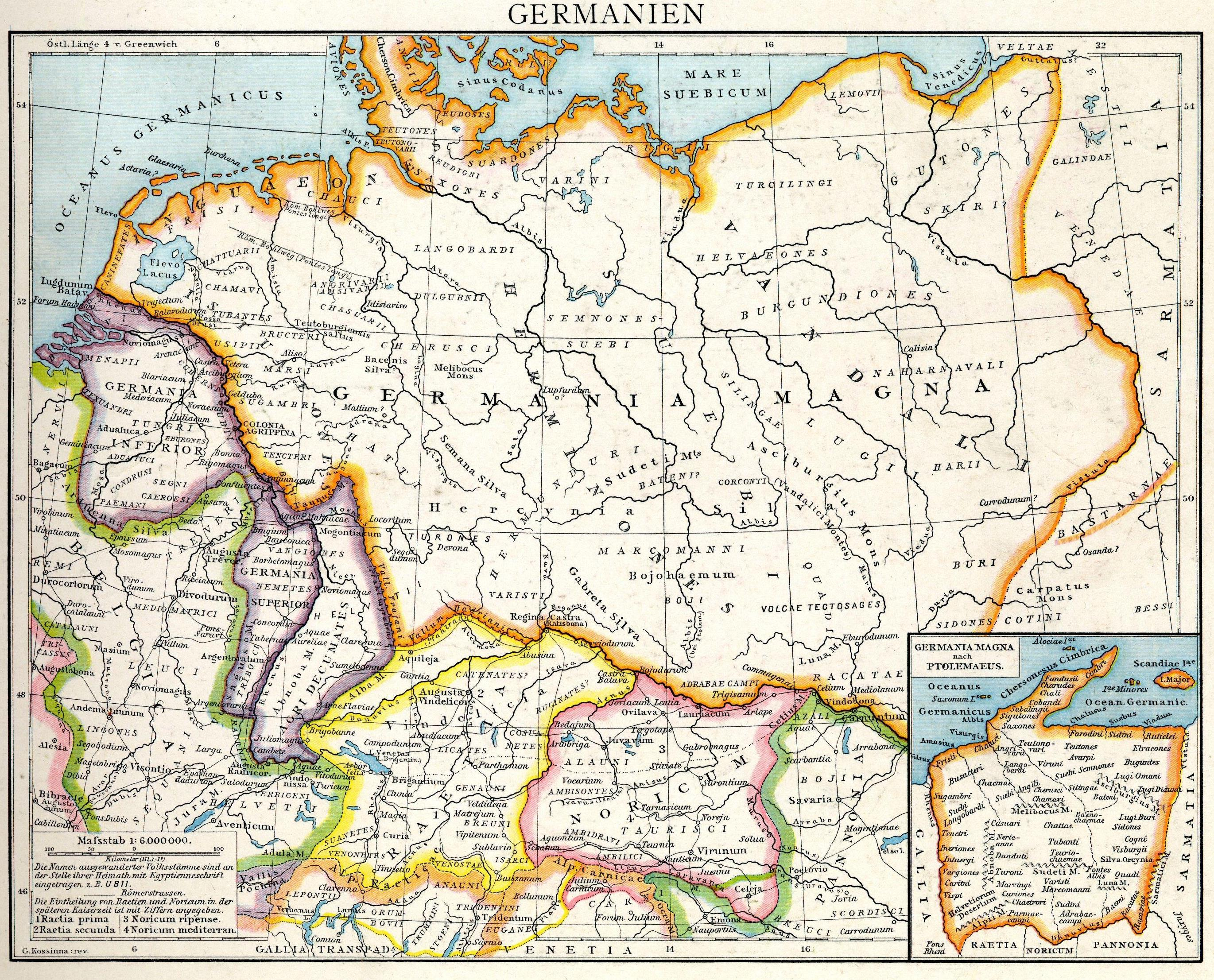
Alte historische Karte Germaniens zur Römerzeit aus dem Historischen Handatlas von Droysen, 1886. Das Siedlungsgebiet befindet sich im Westteil von Norikum (rosa Einfassung)

Die Ambisonten (lateinisch Ambisontes) waren ein keltischer Stamm im Königreich Noricum, das sich großteils im heutigen Österreich befand und vom Hauptstamme der Noriker beherrscht wurde. Die Ambisonten sollen südlich vom ebenfalls norischen Volk der Alaunen gesiedelt haben.
Auf drei Ehreninschriften des Jahres 10/9 v. Chr., die in der Stadt auf dem Magdalensberg gefunden wurden – für Livia Drusilla, Iulia (Tochter des Augustus) und Iulia (Tochter Agrippas) aus dem augusteischen Kaiserhaus – werden die Ambisonten an siebenter und damit vorletzter Stelle der norischen Stämme erwähnt. Ebenfalls genannt werden sie bei Claudius Ptolemäus zusammen mit fünf weiteren norischen Stämmen. Das Tropaeum Alpium im heutigen La Turbie (erbaut 7/6 v. Chr.) nennt als einzigen norischen Stamm die Ambisonten in der Liste der 16/15 v. Chr. in den augusteischen Alpenfeldzügen besiegten Alpenvölker.
Als ihr Siedlungsgebiet wird der Bereich zwischen Salzach und Saalach (etwa der heutige Pinzgau) bis zum Zusammenfluss sowie das Salzkammergut angenommen. Dieses Gebiet wurde unter Kaiser Claudius (41–54 n. Chr.) dem municipium Claudium Iuvavum attribuiert (die Bewohner wurden mit dem römischen Bürgerrecht zweiten Ranges dort angegliedert, finitimis attributi municipiis). Als Stammeszentrum der Ambisonten gilt die Keltensiedlung am Biberg. Weitere Orte im Siedlungsgebiet waren der Steinbühel bei Uttendorf, der Rainberg bei Salzburg, Dürrnberg bei Hallein, Karlstein bei Bad Reichenhall, der Bürgkogel bei Kaprun, Goldegg im Pongau, der Nikolausberg bei Golling und Hallstatt.
Der Name Ambisonten bezieht sich auf den antiken lateinischen Namen des Oberlaufes der Salzach – Isonta. Man kann ihn frei übersetzten als 'die die beidseitig an der Isonta siedeln'. Der Name Isonta lebt bis heute im Begriff Pinzgau fort, dessen mittelalterlicher Name Bisontia lautete, und im alten Namen von Zell am See – Cella in Bisontia – dokumentiert ist.
Der Name des Unterlaufs der Salzach lautete Iuvarus bzw. Ivarus, welcher sich von der keltischen Flussgottheit Iuvavo, der göttlichen Personifikation der Salzach herleitete. Den Namen dieses Gottes hatten die Römer zudem später leicht latinisiert für die römische Stadt Iuvavum übernommen.